# Katolikus és Királyi Hadsereg
A Katolikus és Királyi Hadsereg (franciául: Armées catholique et royale) néhány, a nyugat-franciaországi tartományokban aktív gerillahadsereg kollektív megnevezése a francia forradalom idején. Az első hadsereget 1793-ban hozták létre Vendée tartományban, a jakobinus rezsim vallásellenes törvényei ellen lázadó helyi lakosok, akiknek élére királypárti nemesek álltak. 1794-ben egy-egy hadsereg alakult Britanny, Maine és Normandia tartományokban is. Az utolsó lázadók 1804-ben, Napóleon hatalomátvételét követően tették le a fegyvert. 

## Történetük

A Katolikus és Királyi Hadsereg zászlaja.

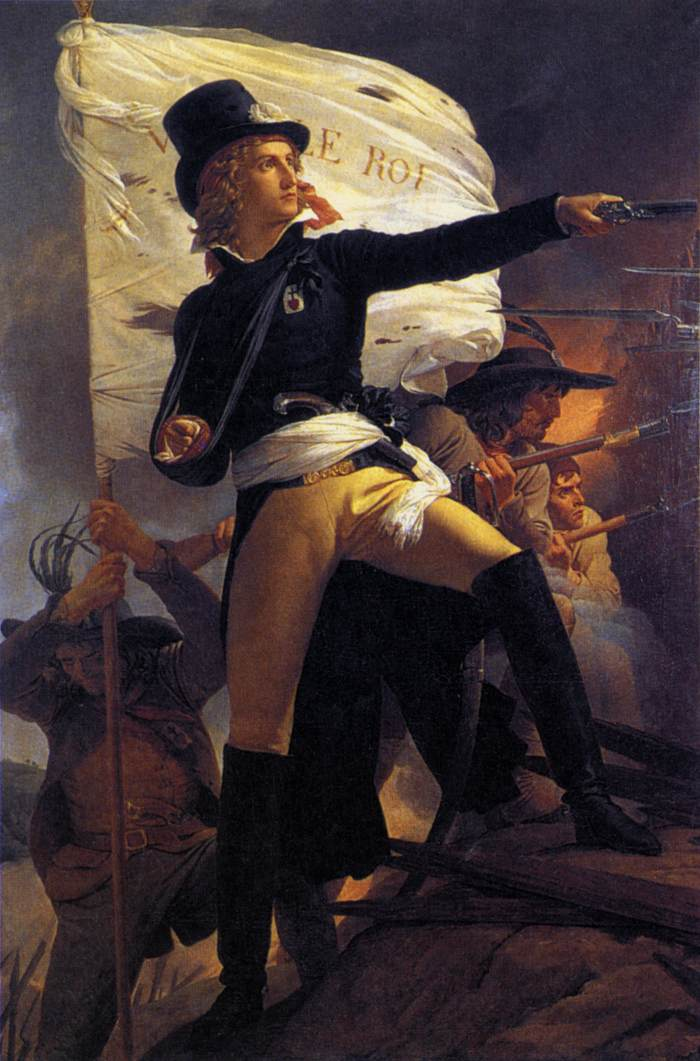
A legfiatalabb vendée-i lázadó parancsnok, Henri de la Rochejaquelein (mindössze 21 éves volt a konfliktus kitörésekor).

A vendée-i felkelés kitörésének közvetlen kiváltó oka a Maximilien de Robespierre neve által fémjelzett jakobinus diktatúra hatalomra jutása volt. A jakobinus rezsim egyházellenes intézkedései, a hagyományosan hithű katolikus Vendée tartományban találkoztak a legnagyobb ellenségeskedéssel. Amikor a Nemzeti Konvent 1793. március 3-án elrendelte a franciaországi templomok bezárását, valamint az egyházi edények elkobzását és egy rendeletben megtiltotta a francia lakosságnak, hogy a sírokra kereszt alakú fejfát rakjanak, Vendée-ben kitört a lázadás. A felkelők létrehozták a Királyi és Katolikus Hadsereget, mely harcot indított a republikánus államapparátus ellen.
A vendée-i felkelők élére előbb helybéli papok álltak, majd rövidesen csatlakozott hozzájuk a királypárti beállítottságú nemesi réteg is, akik közül többen tapasztalt hadvezérek lévén, igyekeztek a lázadókból egy ütőképes hadsereget létrehozni. A Vendée-ben vívott harcok során azonban jelentős gondot okozott a sereg vezéreinek a katonák gyenge felszereltsége és a főként paraszti származású harcosok katonai előképzettségének hiánya. Emellett a hadsereg lovassága kizárólag a hozzuk csatlakozott nemesekből állt, ez a tény és a tüzérség hiánya (a vendée-i fegyveresek kizárólag néhány régi culverinnel rendelkeztek) szinte lehetetlenné tette a republikánus haderővel a nyílt terepen való szembenállást. A lázadókhoz csatlakozott néhány, a reguláris hadseregből dezertált katona is, akik Charles de Bonchamps parancsnoksága alatt hoztak létre néhány hadosztályt, melyek a hadsereg elit alakulataiként működtek. A lázadók közt kis számban harcoltak külföldi harcosok is, főként oroszok és németek. 
Miután 1794 végére a republikánus haderő leverte a vendée-i lázadást, a hadsereg a gerilla harcmodor alkalmazásával folytatta a republikánus haderő zaklatását. Ezzel párhuzamosan, a huhogók mozgalmának keretében újabb gerillahadseregek alakultak Bretagne, Maine és Normandia tartományokban. A Katolikus és Királyi Hadsereg aktivitása 1796-tól, a jakobinus rezsim bukása után kezdett alábbhagyni. Mikor Lazare Hoche tábornok garantálta a vendée-i lakosság számára magánbirtokaik tiszteletben tartását és engedélyt adott a Direktórium nevében a szabad vallásgyakorlásra, a vendée-i lázadók letették a fegyvert. Az északnyugati tartományok lázadói azonban csak vezetőjük, Georges Cadoudal 1804-es kivégzése után tették le a fegyvert.